# Psednos micruroides
Psednos micruroides är en fiskart som beskrevs av Chernova 2001. Psednos micruroides ingår i släktet Psednos och familjen Liparidae. Inga underarter finns listade i Catalogue of Life.